# レニー・メイス
レニー・メイス（英語: Lennie Mace, 1965年 - ）はアメリカ人の近現代美術家、現代アーティストである。ニューヨーク市に生まれ、現在は日本に居を構えており、両国の美術界で活動している。メイスは、ボールペンで描く微細な作品で知られており、またその先駆者ともみなされる。メイスのイマジネーションはこの他、イラストやコミックアートの印刷物などの商業分野にも発揮されている。
美術評論家たちはメイスを「落書きのダ・ヴィンチ」もしくは「ボールペンを握ったピカソ」と称している。
1994年から日本に在住。現在、アメリカと日本の両方の芸術業界で活躍中。
メイスを支援している東京都心のヘアサロンでは、アーティスト手作りのインテリアの中に、オリジナル作品を展示しており、メイスの「観術館」を兼ねている。

## 固有の芸術的才能
メイス自身によれば、彼は自分の名前を書く前から描いていた。彼にとって「退屈は存在しません」と断言している。描くことは、メイスにとって「他に楽しみがないときに楽しみを得る方法」。余りあるイマジネーションも集中することに役立っている。「インスピレーションはいつも思わぬときに思わぬところから湧いてくる」。そしてもし新しいアイディアに窮したとしてもメイスには「何度生まれ変わっても困らないくらいのストック」がある。ティーンエイジャーの頃、彼は、ニューヨークのArt & Design高校、School of Visual Arts大学に合格したが、どちらにも通学することはなかった。
アメリカで十代の時、メイスは芸術功労賞(Scholastic Art Achievement Award)の最高賞Gold Keyを授賞 。

## ボールペンの使用
メイスは芸術媒体としてボールペンを使用することを通じて、洞察力を表現している。
単にどこにでもある道具であるという点がルーツであり、絵描きとしての方向性を幼いころに決定づけた。労働者階級の家庭で育ったメイスにとって、最も入手しやすい画材はボールペンだった。この便利な画材はメイスの創造的な本能を煽るのに十分であり、インスピレーションが湧くままに描くことを許した。ボールペンの芸術性は限定的だという認識に対して、メイスはそれはとても多彩であると反論する。彼は、木材、デニム、革など様々な表面に描き、一時的な入れ墨のように肌に直接描くこともある。評論家もメイスがボールペンを介して実現する色やトーンの驚くべき範囲についてコメントしている。メイスのアートワークに慣れていない観客はどんな媒体を使って描かれているのか困惑するだろうが、近づいてみることによって、細かい陰影線が明らかになる。しかし、メイスの作品は、綿密な確認をしても、まるで線が消えたような錯覚を覚えさせる鮮やかなトーンを再現している。メイスはこれを「驚きの要素」と捉え、念入りな試みで観客を感動させるだけではなく、自分自身の能力の限界にも挑戦をしている。

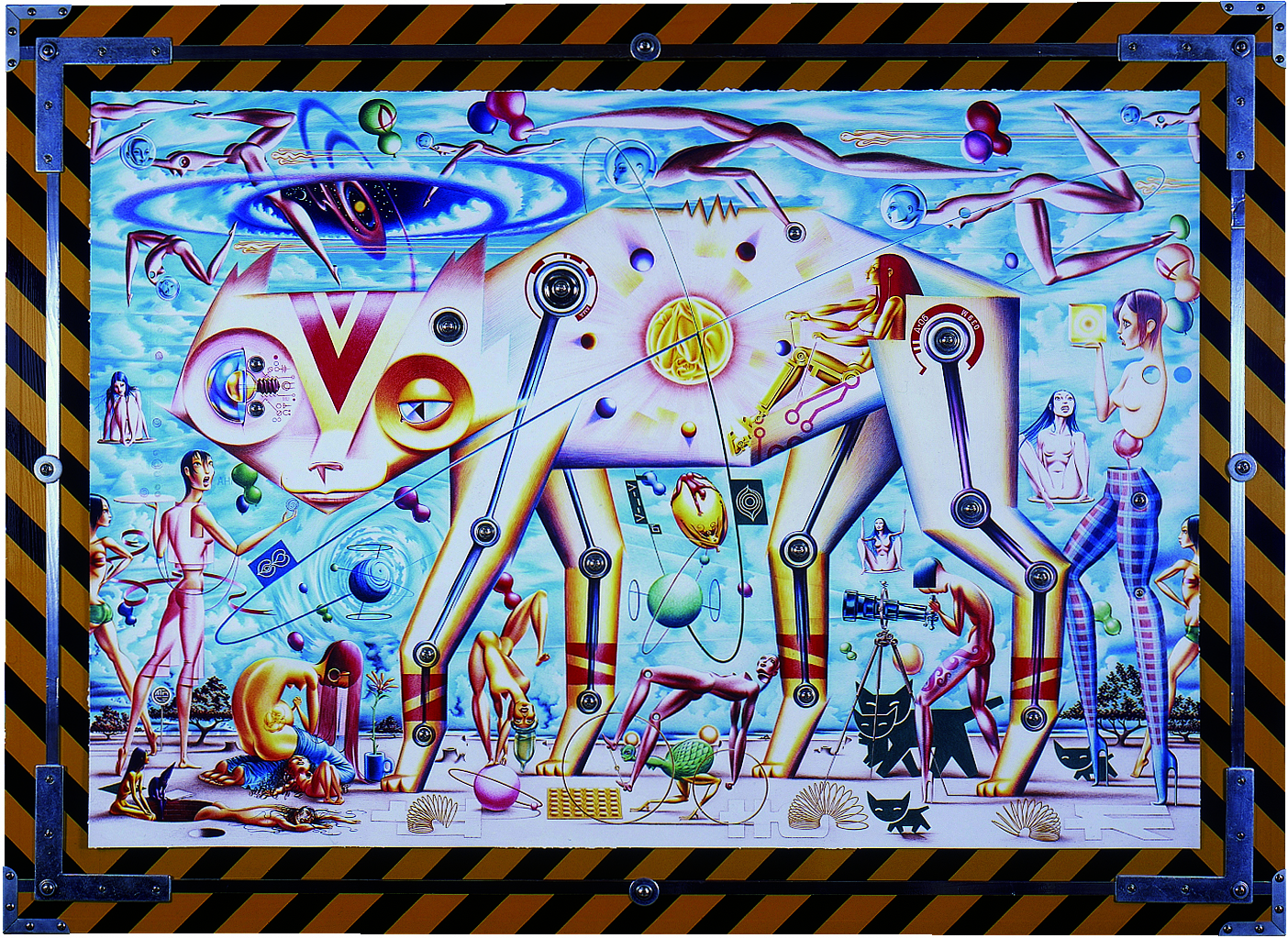
「宇宙猫パレード」("Uchuu Neko Parade" (2005年) 着色ボールペン、金物、紙 130x92cm。

一方、精度の高い線描自体がアーティストの他の興味を喚起している。ボールペンは、ブラシを使用して効果的に描かれていたものとはまた違ったシャープなラインを可能にする。メイスは、時に機械的ともとれる彼の作品に見受けられる技法は、長らくボールペンで描いてきたことによるものだと言う。特に”思考、視覚、感覚の協調”を磨いたことに起因する、と。実際彼がボールペンに惹かれるのは、他の芸術家たちであれば避けて通る挑戦があるからであろう - ボールペンの持つ不可逆性である。ボールペンで描くことは、一度線を引けば戻すことができないため、「保護ネットなしに綱渡りをするようなもの」とメイスは評する。そのため、ペンが紙に触れるより先に頭の中で描画が始まっているとのこと。メイスはその直感、即時性が許されざる結果を招く可能性を否定せず、「（絵が）そのように湧いてきて、そのまま作品になり、そのまま見る者に記憶される、以上」とコメントしている。

## アートキャリア

### イラストレーション
メイスのプロとしての制作活動は1980年代半ばにメイスの故郷であるニューヨークで始まった。その期間にメイスはイラストレーターとして認識されることとなった。メイスの初期のイラストレーションは1987年にハイ・タイムズ誌に登場している。
ハイ・タイムズ誌への顕著な貢献には2つのカバーイラストが含まれる。最初のひとつは1988年11月号に掲載され、もうひとつは1992年に掲載された。それ以来、メイスの作品はハイ・タイムズ誌からニューヨーク・タイムズ新聞にいたる広い範囲で取り上げられ続けている。メイスの作品に描かれるイメージは高尚でもあり、世俗的でもある。メイスのイラストレーションやその他の作品は、黒のシンプルな描線から様々な色の描写まで最初からボールペンのみを使用して描かれている。
1980年代後半の同じ時期に、メイスのイラストレーションはニューヨークの週刊タブロイド誌"SCREW"にも頻繁に登場している。"SCREW"誌や1990年代初期の“ハスラー”誌における性的な性質の表現は、メイスに“エロティック・アーティスト”という評価を与えた。これはまた、彼の作品が"ARS EROTICA"のような国際的エロティック・アートアンソロジーに紹介されることにつながった。
メイスは、新進アーティストに仕事と露出を提供しているニューヨークに拠点を置く企業に対して、貢献するグループの中にいた。これらのアーティストの多くは、リスナーがスポンサーであるフリーフォームラジオ局"WFMU"をサポートしていた。ラジオ局の支援の募金キャンペーンに作品を寄付した。メイスは、週刊新聞"NEW YORK PRESS"が最も人気があった頃の著名な貢献者でもあった。

## 展覧会
メイスのボールペン画の最初のワンマン個展は1990年代の初めに始まった。彼の初期の展覧会では、彼のイラスト原画と、彼自身の新作が展示されていた。雑誌などで掲載されたイラストの原画が展示され、ファンにとっては2度楽しむことができた。それにより、ニューヨークの新聞や雑誌が注目し、保証した。媒体の多くは、雇用を提供し、彼の才能を奨励した。メイス自身のオリジナル作品が徐々に増えた為、イラストの展示が減少した。
最初から、メイスは、Penmanship (習字)（1991年）や、 INKorporated（1993年）のような、ボールペンに関する目立つ言葉遊びで、巧妙な展示会のタイトルを付けた。"PLAYPEN"展（東京、2011年）と "PEN PAL"展（米国、2012年）などの最近の展覧会のタイトルも同様に巧みに名付けている。アメリカの芸術の作家カルロ·マコーミック(en:Carlo McCormick)はメイスの初期ニューヨーク展覧会の批評に"落書きのダ·ヴィンチ"と評した。

## 日本での活動

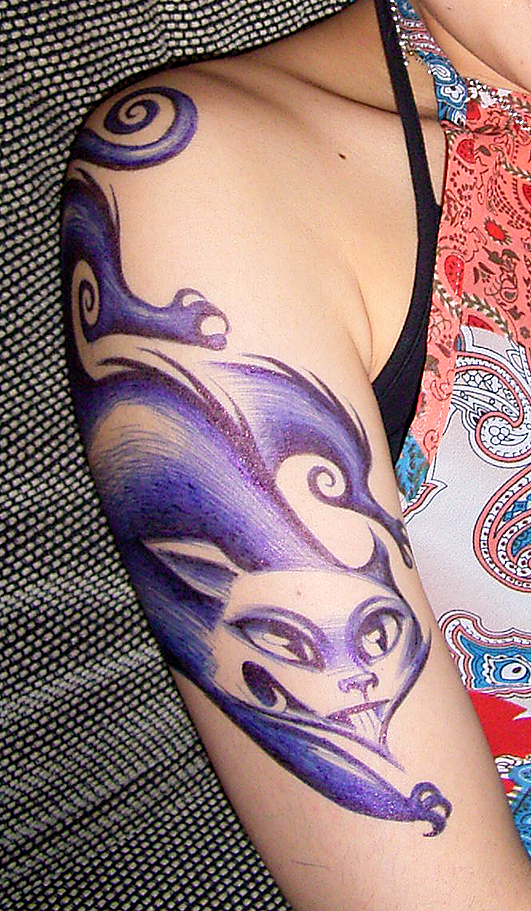
レニー・メイス、ボデイアートのボールペン画。

メイスと日本の関係は1993年に、東京で企業の依頼で始まった。それ以来、メイスは定期的に東京で、展示会や日本企業とのコラボレーションなど活動の場を広げている。日本での初期の頃、メイスは東京のナイトクラブで、ドリンクと引き換えに、お客様の衣類や肌にボールペンの絵を描くことで、人気を博した。このような活動は、映画やファッションイベント、ミュージックビデオのために入れ墨イラストを描く仕事につながった。イラストの仕事は東京の国際コミュニティーの場にも広がった。
肖像画も、日本での仕事の人気のひとつとなる。メイスはボールペンで人物やペットも描く。。
日本での展示会は時折伊勢丹でも行われる。東京新宿本店だけでなく、他の支店でも開催された。。
メイスはフェブライオ・ディ・アレス社のお抱えアーティストとなった。アレス社長は、メイスの日本での主要サポーターのひとりである。メイスの才能をアレス社のイラスト、ロゴやフォントデザインや装飾美術に活かし 、 更に 建築やインテリアデザインの新しい分野での才能を発揮した。2004年の全国デザイン大会の為、アレスより委託を受けた3体のマネキン作品の一つは、精巧に製造されたサイバーパンクの髪型の演出が高い評価を受け、大賞を受賞した。

### レニー・メイス「観術館」("VIEWseum") 東京
日本におけるメイスの大規模プロジェクトの多くはアレスから委託された。これらのプロジェクトには完全はインテリアデザインや建築の外装デザインも時折含まれていた。それはアレスのオーナーが所有するメイス作品を展示するために原宿のサロンを改装するというシンプルなものから始まった。
| 「 | 「日本人は美術館よりヘアサロンで多くの時間を費やすから、ヘアサロンの中に美術館があるのは非常に適切のことだ」 レニー・メイスは彼の「観術館」について述べている。 | 」 |

最初のプロジェクトに対する顧客の満足度と熱意がさらなる展示スペースの提供、インテリア全体までを含む仕事への拡がりを導いた。サロンを開いたままであっても、この作業は2000年から2002年の約2年間続くこととなった。サロンの入口の壁はひときわ注目された。ポールペンの壁画とマルチメディアの導入がヘアメイク刊行物および一般のマスコミにも広く紹介された。サロンは2002年2月2日、正式に“レニー・メイスVIEWseum”として再オープンした。

## 人物
メイスは、流暢に日本語で会話出来る他、日本語の読み書きもある程度でき、漢字、カナ、ローマ字を組み合わせ文章を書くことが可能である。